# Hans Vammen
Hans Vammen (25. juni 1940 - 17. maj 2017) var en dansk historiker og lektor emeritus i historie ved Københavns Universitet. Han beskæftigede sig særligt med 1800-tallets historie og historisk metode og teori.

## Karriere
Matematisk-naturvidenskabelig student 1959 fra Sortedam Gymnasium, læste historie ved Københavns Universitet. 1967 Københavns Universitets guldmedalje for en afhandling om den nationalliberale politiker J.F. Schouw. Cand.phil. i historie 1969, amanuensis ved Historisk Institut, (nu Saxo-instituttet), Københavns Universitet 1969, adjunkt sst. 1971, lektor sst. 1973-2005. Censor i historie ved universiteterne fra 2004.
Hans Vammen publicerede i 1988 en nytolkning af Martsdagene 1848, "Casino 1848", (Historisk Tidsskrift), og i 2011 en politisk og kulturhistorisk syntese af tiden mellem de slesvigske krige, Den tomme stat. Angst og ansvar i dansk politik 1848-1864.
Medlem af hovedbestyrelsen for partiet Venstresocialisterne 1969; medstifter og medlem af bestyrelsen for Foreningen af cand. phil.er 1969, formand fra 1970; næstformand for det humanistiske fakultetsstudienævn 1973-74; medlem af Københavns Universitets konsistorium 1974-77; af repræsentantskabet for Dansk Magisterforening 1975-84.

## Forfatterskab

### Politisk historie
- Joachim Frederik Schouw som politiker (utrykt prisopgave 1967, Københavns Universitet).
- Casino 1848 (Historisk Tidsskrift 1988) Arkiveret 19. oktober 2014 hos  Wayback Machine, revideret tysk udg. i Zeitschrift der Gesellschaft für Schleswig-Holsteinische Geschichte 1998.
- Vi alene vide? Om Frederik VI og hans systemer (i: Guldalderens Verden (red: Bente Scavenius, Gyldendal 1996, engelsk udg: The Golden Age Revisited 1996).
- “Alt på sin rette plads” - om Frederik VI og hans system (i: Klaus Dahl (red.), Frederik VI’s dessertstel, 2011).
- Den tomme stat. Angst og ansvar i dansk politik 1848-1864, Museum Tusculanums Forlag, 2011.

### Idehistorie
- Grundlaget for det moderne Danmark, hovedlinjer i politisk idehistorie 1750-1850 (Historisk Tidsskrift, 1984). Arkiveret 19. oktober 2014 hos  Wayback Machine
- Kritisk romantik, om opfattelsen af den danske guldalder (Historisk Tidsskrift, 1987). Arkiveret 19. oktober 2014 hos  Wayback Machine
- National Internationalism, the Danish Golden Age Concept of Nationality (Meddelelser fra Thorvaldsens Museum 1997).
- “Schouw er velsignet ..." En professor og hans guldaldernetværk, in: Mogens Bencard (red.), Krydsfelt. Ånd og natur i Guldalderen,  Gyldendal, København 2000.
- Max Stirner, anarkismens filosof, in: Charlotte Appel m.fl. (red), Mentalitet & Historie, Om fortidige forestillingsverdener. 2002.
- “At trække sig selv op ved hårene. Romantik og politik i dansk guldalder”, in: Karina Lykke Grand (red.), Guld - skatte fra den danske guldalder, Systime/AROS, Aarhus 2013.

### Mentalitetshistorie
- Bourgeois Mentality in Denmark 1730-1900 (i: Bo Stråth (ed.): Language and the Construction of Class Identities, Göteborgs Universitet 1990).
- "A small poor country" - an essay on Danish society during the Golden Age (i: Kasper Monrad (ed.): The Golden Age of Danish Painting, Los Angeles og New York 1993; bearbejdet dansk udgave i Meddelelser fra Thorvaldsens Museum 1994).

### Historisk metode, -teori og historiografi
- Efterskrift (sm.m. Kai Hørby) til Kr. Erslev: Historisk Teknik, 2.udg., 10. oplag 1987.
- Om hermeneutik - introduktion til to tekster af religionshistorikeren Vilhelm Grønbech, (Kompendium), Historieteori, København, 1998.
- Wilhelm von Humboldts historiesyn. (Introduktion til oversættelse af:) Wilhelm von Humboldt, Om historieskriverens opgave, Tekst & Teser, Institut for historie, nr. 5, 2001.
- Om faget histories rolle mellem nationen, staten og videnskaben fra 1800 til i dag, i: Palle Ove Christiansen, (red.), Veje til danskheden. Bidrag til den moderne nationale selvforståelse, 2005.

### Formidling
En række radioudsendelser for DR, de fleste i Jesper Groths historieprogram "Der var engang".
Seks portrætsamtaler omkring 1864 på Jesper Groths lydforlag 2014.
9 DRTV-programmer med præsentation af genstande, der har spillet en hovedrolle i danmarkshistorien, 1995.
Medarbejder ved Den store danske Encyklopædi, (58 artikler).
Medarbejder ved Palle Fogtdals Illustreret Tidende, Guldalderen.
En række år undervisning på Folkeuniversitet i historisk metode og dansk historie 1750-1900.
Foredragsvirksomhed om historisk metode og -teori, Guldalderen, 1848, Junigrundloven og 1848-1864 (Den tomme stat).